# 米国ミシシッピ州政府駐日代表事務所
米国ミシシッピ州政府駐日代表事務所 (ミシシッピ州日本事務所、英語: State of Mississippi Japan Office）は、アメリカ合衆国のミシシッピ州にあるミシシッピ州経済開発庁（英語: en:Mississippi Development Authority）が神奈川県横浜市に設置している州の日本の出先機関。代表者は小林幸夫。
日本企業に対してミシシッピ州への企業誘致、ミシシッピ州から日本への貿易促進を主な目的としている。
ミシシッピ州への最大の投資国は日本であり、州への主な日系進出企業はトヨタ自動車・日産自動車・横浜ゴム・味の素・カルビー・アシックス等で、自動車産業、食品産業を中心に48社が進出、約15000人の雇用を創出している。

## 所在地
〒231-0004
神奈川県横浜市中区元浜町3-21-2　ヘリオス関内ビル413号室　（2022年4月～）
- 2022年3月末までは、横浜市中区のワールドポーターズ6Fにある横浜ワールドビジネスサポートセンター内にオフィスを構えていた。